# Ngừng bắn

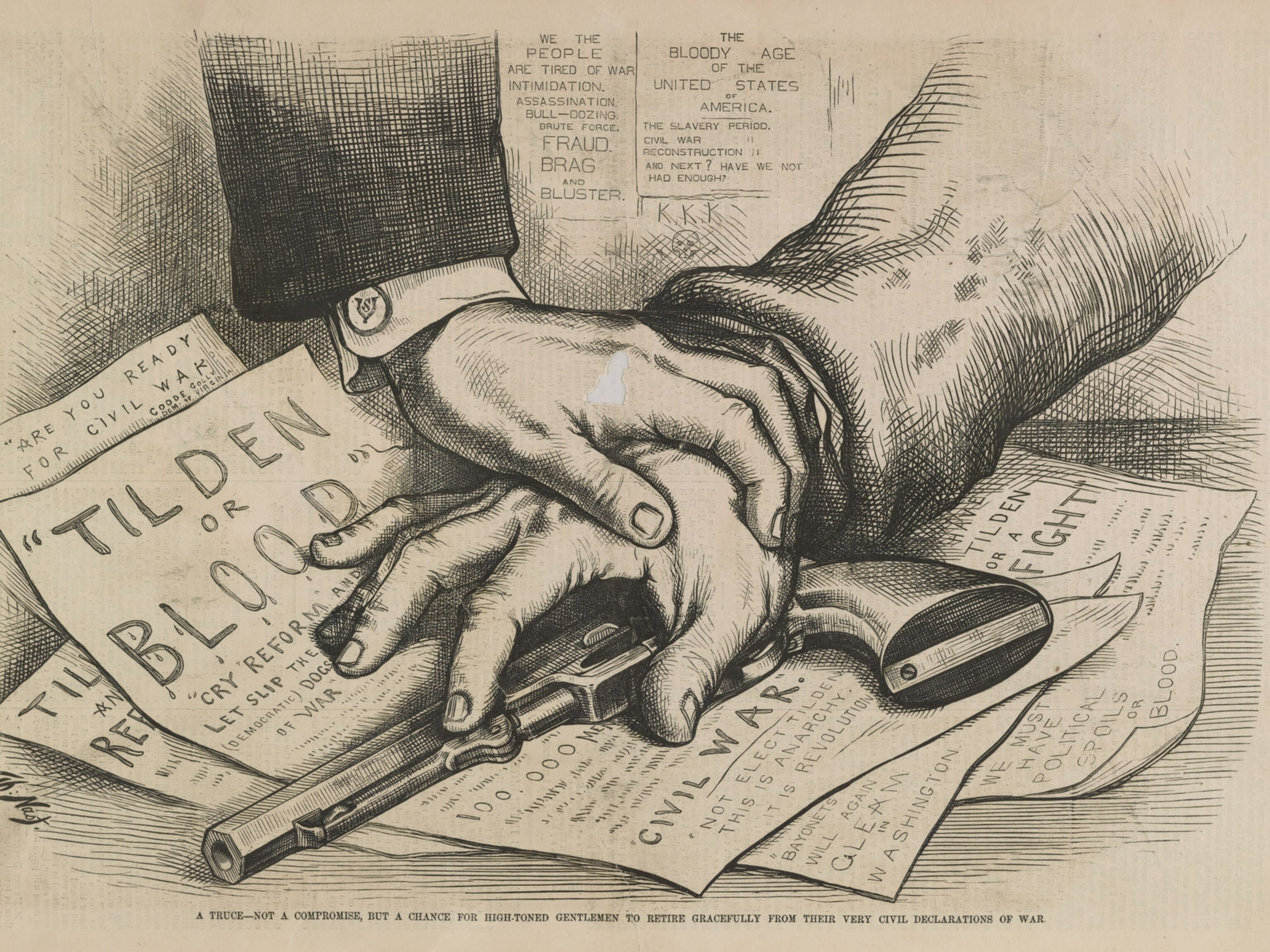
Một thỏa thuận ngừng bắn - không phải là một sự thỏa hiệp, mà là cơ hội cho các quý ông có các cơ bắp săn chắc tạm dừng những tuyên bố chiến tranh lịch sự của họ. Tác giả Thomas Nast trong Tuần báo Harper, ngày 17 tháng 2 năm 1877, tr. 132.

Một lệnh ngừng bắn (hoặc đình chiến), là một sự chấm dứt tạm thời của một cuộc chiến tranh mà mỗi bên đồng ý với bên kia sẽ đình chỉ các hành động gây hấn. Các lệnh ngừng bắn có thể được tuyên bố là một phần của một hiệp ước chính thức, nhưng chúng cũng được gọi là một phần của sự hiểu biết không chính thức giữa các lực lượng đối lập.
Một lệnh ngừng bắn thường hạn chế hơn là một hiệp ước, mà là một thỏa thuận chính thức để chấm dứt chiến đấu. Tuy nhiên, các lệnh ngừng bắn thành công có thể được nối tiếp bằng việc đình chiến và sau đó là các hiệp ước hòa bình.

## Ví dụ lịch sử

### Thế Chiến thứ nhất
Trong Thế chiến I, vào ngày 24 tháng 12 năm 1914, đã có một lệnh ngừng bắn không chính thức ở Mặt trận phía Tây khi Pháp, Vương quốc Anh và Đức hưởng lễ Giáng sinh. Có những ghi chép nói rằng lệnh ngừng bắn không chính thức diễn ra trong suốt cả tuần dẫn đến Giáng sinh, và quân đội Anh và Đức trao đổi những lời chúc tụng và bài hát mừng Giáng sinh giữa các chiến hào của họ. Cuộc ngừng bắn này ngắn ngủi nhưng tự phát. Bắt đầu khi lính Đức thắp sáng cây thông Noel, nó nhanh chóng lan rộng lên và xuống Mặt trận phía Tây. Một ghi chép mô tả sự phát triển của việc ngừng bắn như sau: 

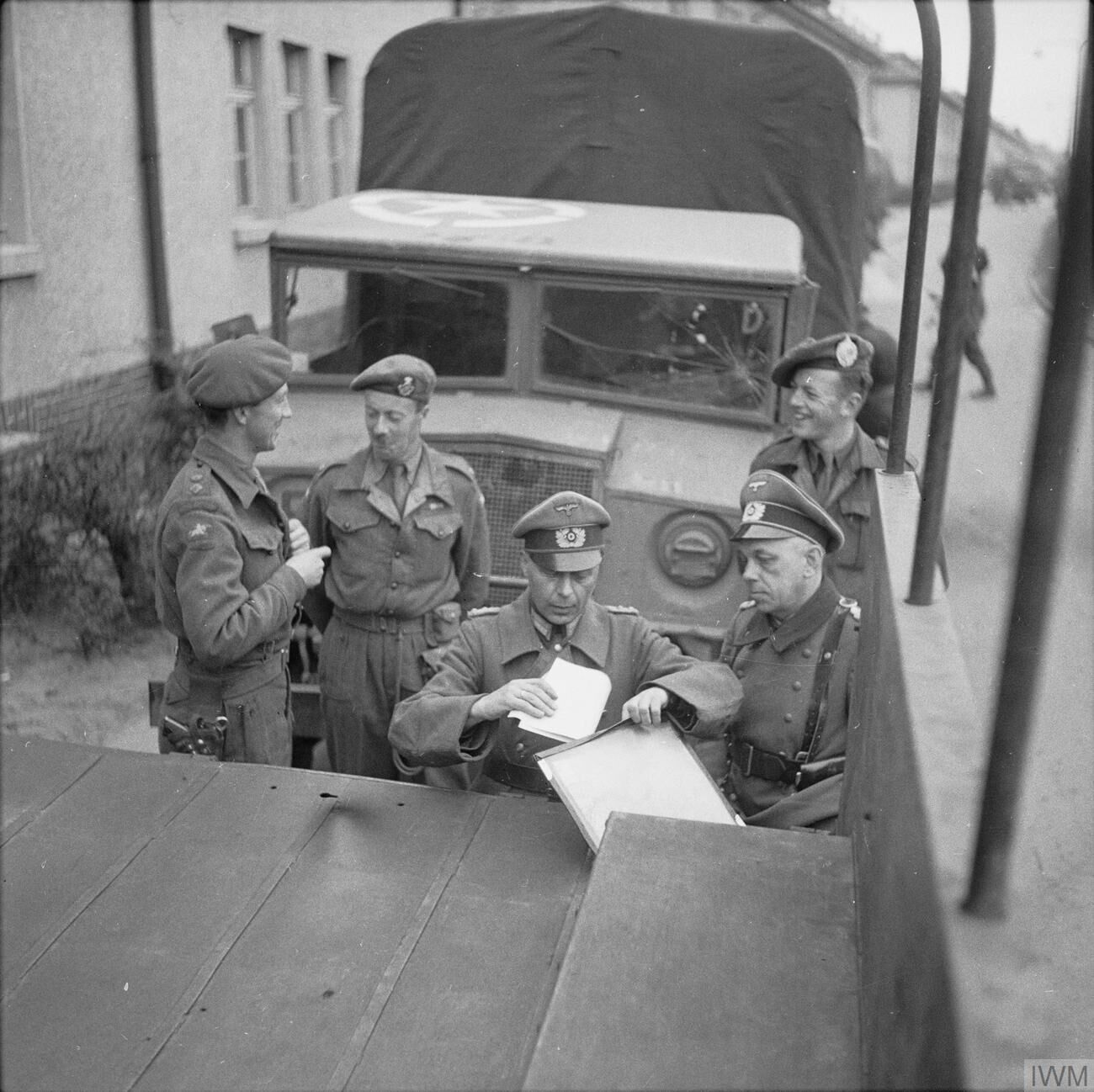
Các sĩ quan Anh và Đức sau khi sắp xếp bàn giao quân Đức cho trại tập trung Bergen-Belsen và khu vực xung quanh, đã đàm phán thỏa thuận ngừng bắn tạm thời, tháng 4/1945

 Thật tốt khi thấy tinh thần con người chiếm ưu thế ngay giữa mặt trận, nó bao gồm sự chia sẻ và tình huynh đệ. Tất cả đều ổn cho đến khi các chỉ huy cấp cao hơn được nghe về ảnh hưởng của lệnh ngừng bắn, và sau đó cơn thịnh nộ của các vị chỉ huy đã khiến chiến sự quay trở lại. 
 Không có hiệp ước nào được ký kết trong thỏa thuận ngừng bắn Giáng sinh, và chiến tranh lại tiếp tục sau vài ngày. 